# Daniela Figueredo
Daniela Geraldine Figueredo Salazar (c. 2001-Guatire, Venezuela, 13 de marzo de 2021) fue una venezolana detenida en un calabozo de la policía del municipio Zamora. Figueredo fue asesinada mientras se encontraba bajo custodia del Estado, recibiendo un disparo de un funcionario policial en el calabozo. El oficial, Daniel Galarraga, ha sostenido que la muerte fue accidental, pero el testimonio de otras reclusas indica que ocurrió después de que Galarraga sacara su arma de reglamento para obligarla a tener relaciones sexuales con él. Galarraga posteriormente fue detenido e imputado; con los cargos presentados por la fiscalía, se descarta que se haya tratado de un disparo accidental.

## Asesinato
Figueredo había sido apresada en El Helicoide en octubre de 2020, acusada de posesión de material estratégico, y recluida en ese despacho en calidad de depósito.
Fue asesinada el 13 de marzo de 2021, a los diecinueve años, por el funcionario policial Daniel Galarraga cuando manipulaba su arma de reglamento dentro del calabozo, una pistola Pietro Beretta modelo 92FS, y le disparó en el rostro. Fue trasladada al Hospital General Eugenio Bellard de Guatire, donde llegó sin signos vitales.
La ONG Una Ventana a la Libertad, que defiende los derechos de los detenidos, señaló que el hecho ocurrió cuando el funcionario intentó abusar sexualmente de ella. La organización recogió testimonios de seis reclusas que permanecían en la celda, quienes denunciaron que son «hostigadas y obligadas a mantener relaciones sexuales» con funcionarios del cuerpo policial a cambio de beneficios. La información también se la brindaron a los funcionarios del Cuerpo de Investigaciones Científicas, Penales y Criminalísticas (CICPC).
Diputados, activistas y defensores de derechos humanos empezaron a elaborar un informe sobre el asesinato para remitirlo a la alta comisionada de derechos humanos de las Naciones Unidas, Michelle Bachelet, y a la Oficina de la relatora para las Personas Detenidas de la Comisión Interamericana de Derechos Humanos, una instancia que Venezuela abandonó en 2013. La diputada Marianela Fernández calificó el hecho como «abominable», aseverando que la violación de reclusas en las cárceles de Venezuela «se ha convertido en la práctica de muchos funcionarios policiales». Los diputados emitieron las declaraciones durante una sesión de la Comisión Delegada, un cuerpo que se activa cuando el parlamento entra en receso, pero que Juan Guaidó puso en marcha para mantenerse al frente del legislativo después de las elecciones parlamentarias de 2020.
El oficial Daniel Alexander Galarraga Ortega, de veinticuatro años y tres meses de graduado, posteriormente fue detenido y se le imputaron los delitos de homicidio intencional por motivos fútiles e innobles, uso indebido de arma orgánica, violencia sexual y traición a la patria. Galarraga alegó que la muerte había sido accidental al escapársele un tiro. Con los cargos presentados por la fiscalía se descarta que se haya tratado de un disparo accidental. Una Ventana a la Libertad reseñó que la audiencia de presentación del oficial fue celebrada la noche del miércoles 17 de marzo, luego de ser diferida por las demoras en las pruebas balísticas que serían anexadas al expediente. Figueredo recibió el disparo en la región nasal y le salió por el occipital derecho, lo que pone en entredicho la versión del policía. Durante la investigación, los funcionarios del CICPC buscan elementos que relacionen a Galarraga y a otros oficiales con abuso sexual de mujeres detenidas a cambio de otorgarles ciertos beneficios. Según declaraciones aportadas por varios interrogados, había acuerdos entre policías y detenidas que eran sacadas de sus celdas en horas nocturnas para que tuvieran relaciones sexuales con funcionarios policiales, incluyendo a algunos detenidos en la sede.